# Wojków
Wojków [pronunciación en polaco: /ˈvɔi̯kuf/] es un pueblo ubicado en el distrito administrativo de Gmina Błaszki, dentro del condado de Sieradz, Voivodato de Łódź, en el centro de Polonia. Se encuentra a unos 7 kilómetros al sur de Błaszki, 23 kilómetros al oeste de Sieradz, y a 75 kilómetros al oeste de la capital regional Łódź.